# Championnat de l'ASEAN de football 2007
Navigation
Édition précédente Édition suivante
Le Championnat de l'ASEAN 2007 est la 6e édition du Championnat d'Asie du Sud-Est de football, un championnat international de football regroupant les équipes nationales de l'ASEAN (Association des Nations de l'Asie du Sud-Est) créé en 1996.
Il s'est déroulé du 12 janvier 2007 au 4 février 2007 à Singapour et en Thaïlande pour la phase finale.

## Stades
| Bangkok                 | Bangkok                 | Hanoï                   |
| ----------------------- | ----------------------- | ----------------------- |
| Stade Suphachalasai     | Stade Thai Army         | Stade national My Dinh  |
| Capacité: 20 023 places | Capacité: 20 000 places | Capacité: 40 192 places |
|                         |                         |                         |
| Singapour               | Singapour               | Shah Alam               |
| Stade national          | Stade Jalan Besar       | Stade Shah Alam         |
| Capacité: 55 000 places | Capacité: 8 000 places  | Capacité: 80 000 places |
|                         |                         |                         |

## Tour préliminaire
Le tour préliminaire de qualification s'est déroulé du 12 au 20 novembre 2006 au Stade Panaad de Bacolod, capitale de la province de Negros Occidental aux Philippines. Il a opposé les 5 nations les plus mal classées de l'ASEAN : le  Laos, les  Philippines, le  Cambodge, le  Brunei et le  Timor oriental.
| Rang | Équipe         | Pts | J | G | N | P | Bp | Bc | Diff |  | Résultats (▼ dom., ► ext.) |     |     |     |     |     |
| ---- | -------------- | --- | - | - | - | - | -- | -- | ---- |  | -------------------------- | --- | --- | --- | --- | --- |
| 1    | Laos           | 10  | 4 | 3 | 1 | 0 | 11 | 6  | +5   |  | Laos                       |     |     |     | 4-1 | 3-2 |
| 2    | Philippines    | 9   | 4 | 3 | 0 | 1 | 13 | 3  | +10  |  | Philippines                | 1-2 |     |     |     | 7-0 |
| 3    | Cambodge       | 5   | 4 | 1 | 2 | 1 | 7  | 5  | +2   |  | Cambodge                   | 2-2 | 0-1 |     |     |     |
| 4    | Brunei         | 4   | 4 | 1 | 1 | 2 | 6  | 11 | -5   |  | Brunei                     |     | 1-4 | 1-1 |     |     |
| 5    | Timor oriental | 0   | 4 | 0 | 0 | 4 | 5  | 17 | -12  |  | Timor oriental             |     |     | 1-4 | 2-3 |     |

## Phase finale
La phase finale regroupe 8 équipes. Les deux pays hôtes sont automatiquement qualifiés, ainsi que les 4 autres équipes les mieux classées dans les compétitions précédentes. Deux autres équipes sont qualifiées via le tour préliminaire.
La phase de groupe se déroule à Singapour et en Thaïlande du 12 au 16 janvier pour le groupe A, du 13 au 17 janvier pour le groupe B. Les demi-finales et la finale sont jouées en match aller-retour à domicile et à l'extérieur. Les demi-finales auront lieu les 23 et 24 janvier pour les matchs aller, les 27 et 28 janvier pour les matchs retour. La finale aura lieu le 31 janvier et le 4 février.

### Participants
Les deux pays hôtes sont automatiquement qualifiés pour la phase finale
- Thaïlande
- Singapour

Quatre autres pays sont qualifiés automatiquement pour la phase finale grâce à leurs résultats dans les compétitions précédentes
- Viêt Nam
- Malaisie
- Indonésie
- Birmanie

Deux pays se sont qualifiés via le tour préliminaire
- Laos
- Philippines

### Phase de groupes

#### Groupe A
Les matchs ont lieu au stade Suphachalasai et au stade Thai Army de Bangkok du 12 au 16 janvier 2007.
| Rang | Équipe      | Pts | J | G | N | P | Bp | Bc | Diff |  | Résultats (▼ dom., ► ext.) |     |     |     |     |
| ---- | ----------- | --- | - | - | - | - | -- | -- | ---- |  | -------------------------- | --- | --- | --- | --- |
| 1    | Thaïlande   | 7   | 3 | 2 | 1 | 0 | 6  | 1  | +5   |  | Thaïlande                  |     | 1-0 | 1-1 |     |
| 2    | Malaisie    | 4   | 3 | 1 | 1 | 1 | 4  | 1  | +3   |  | Malaisie                   |     |     | 0-0 | 4-0 |
| 3    | Birmanie    | 3   | 3 | 0 | 3 | 0 | 1  | 1  | 0    |  | Birmanie                   |     |     |     | 0-0 |
| 4    | Philippines | 1   | 3 | 0 | 1 | 2 | 0  | 8  | -8   |  | Philippines                | 0-4 |     |     |     |

| 12 janvier 2007 | Malaisie                                                  | 4 – 0   | Philippines | Stade Suphachalasai, Bangkok               |                                            |
| 16:30 UTC+7     | Hairuddin 9e 80e · Nizaruddin 16e · Del Rosario 69e (csc) | (2 - 0) |             | Spectateurs : 5 000 Arbitrage : Abbas Daud | Spectateurs : 5 000 Arbitrage : Abbas Daud |
| 16:30 UTC+7     | Rapport                                                   |         |             | Spectateurs : 5 000 Arbitrage : Abbas Daud | Spectateurs : 5 000 Arbitrage : Abbas Daud |

| 12 janvier 2007 | Thaïlande    | 1 – 1   | Birmanie | Stade Suphachalasai, Bangkok                   |                                                |
| 19:00 UTC+7     | Nutnum 90+4e | (0 - 1) | 25e Win  | Spectateurs : 15 000 Arbitrage : Hajime Matsuo | Spectateurs : 15 000 Arbitrage : Hajime Matsuo |
| 19:00 UTC+7     | Rapport      |         |          | Spectateurs : 15 000 Arbitrage : Hajime Matsuo | Spectateurs : 15 000 Arbitrage : Hajime Matsuo |

| 14 janvier 2007 | Malaisie | 0 – 0   | Birmanie | Stade Suphachalasai, Bangkok                 |                                              |
| 16:30 UTC+7     |          | (0 - 0) |          | Spectateurs : 18 000 Arbitrage : Võ Minh Trí | Spectateurs : 18 000 Arbitrage : Võ Minh Trí |
| 16:30 UTC+7     | Rapport  |         |          | Spectateurs : 18 000 Arbitrage : Võ Minh Trí | Spectateurs : 18 000 Arbitrage : Võ Minh Trí |

| 14 janvier 2007 | Thaïlande                                       | 4 – 0   | Philippines | Stade Suphachalasai, Bangkok |                      |
| 19:00 UTC+7     | Chaikamdee 15e 28e · Thonkanya 21e · Samana 84e | (3 - 0) |             | Spectateurs : 20 000         | Spectateurs : 20 000 |
| 19:00 UTC+7     | Rapport                                         |         |             | Spectateurs : 20 000         | Spectateurs : 20 000 |

| 16 janvier 2007 | Birmanie | 0 – 0   | Philippines | Stade Thai Army, Bangkok                 |                                          |
| 19:00 UTC+7     |          | (0 - 0) |             | Spectateurs : 500 Arbitrage : Abbas Daud | Spectateurs : 500 Arbitrage : Abbas Daud |
| 19:00 UTC+7     | Rapport  |         |             | Spectateurs : 500 Arbitrage : Abbas Daud | Spectateurs : 500 Arbitrage : Abbas Daud |

| 16 janvier 2007 | Thaïlande      | 1 – 0   | Malaisie | Stade Suphachalasai, Bangkok                   |                                                |
| 19:00 UTC+7     | Chaikamdee 48e | (0 - 0) |          | Spectateurs : 20 000 Arbitrage : Hajime Matsuo | Spectateurs : 20 000 Arbitrage : Hajime Matsuo |
| 19:00 UTC+7     | Rapport        |         |          | Spectateurs : 20 000 Arbitrage : Hajime Matsuo | Spectateurs : 20 000 Arbitrage : Hajime Matsuo |

#### Groupe B
Les matchs ont lieu au stade national et au stade Jalan Besar de Singapour du 13 au 17 janvier 2007.
| Rang | Équipe    | Pts | J | G | N | P | Bp | Bc | Diff |  | Résultats (▼ dom., ► ext.) |      |     |     |     |
| ---- | --------- | --- | - | - | - | - | -- | -- | ---- |  | -------------------------- | ---- | --- | --- | --- |
| 1    | Singapour | 5   | 3 | 1 | 2 | 0 | 13 | 2  | +11  |  | Thaïlande                  |      | 0-0 | 2-2 |     |
| 2    | Viêt Nam  | 5   | 3 | 1 | 2 | 0 | 10 | 1  | +9   |  | Viêt Nam                   |      |     |     | 9-0 |
| 3    | Indonésie | 5   | 3 | 1 | 2 | 0 | 6  | 4  | +2   |  | Indonésie                  |      | 1-1 |     | 3-1 |
| 4    | Laos      | 0   | 3 | 0 | 0 | 3 | 1  | 23 | -22  |  | Laos                       | 0-11 |     |     |     |

| 13 janvier 2007 | Indonésie                 | 3 – 1   | Laos            | Stade national, Singapour |  |
| 17:30 UTC+8     | Atep 51e 75e · Sinaga 67e | (0 - 1) | 13e Saysongkham |                           |  |
| 17:30 UTC+8     | Rapport                   |         |                 |                           |  |

| 13 janvier 2007 | Singapour | 0 – 0   | Viêt Nam | Stade national, Singapour                           |                                                     |
| 20:00 UTC+8     |           | (0 - 0) |          | Spectateurs : 20 000 Arbitrage : Chanwalit Sananwai | Spectateurs : 20 000 Arbitrage : Chanwalit Sananwai |
| 20:00 UTC+8     | Rapport   |         |          | Spectateurs : 20 000 Arbitrage : Chanwalit Sananwai | Spectateurs : 20 000 Arbitrage : Chanwalit Sananwai |

| 15 janvier 2007 | Indonésie  | 1 – 1   | Viêt Nam        | Stade national, Singapour                          |                                                    |
| 17:30 UTC+8     | Sinaga 90e | (0 - 1) | 35e (csc) Nasir | Spectateurs : 4 500 Arbitrage : Mohamed Shahbuddin | Spectateurs : 4 500 Arbitrage : Mohamed Shahbuddin |
| 17:30 UTC+8     | Rapport    |         |                 | Spectateurs : 4 500 Arbitrage : Mohamed Shahbuddin | Spectateurs : 4 500 Arbitrage : Mohamed Shahbuddin |

| 15 janvier 2007 | Singapour                                                                             | 11 – 0  | Laos | Stade national, Singapour                  |                                            |
| 20:00 UTC+8     | Ridhuan 10e · Shah 11e 24e 61e 72e 76e 88e 90+2e · Ishak 47e · Amri 71e · Dickson 78e | (3 - 0) |      | Spectateurs : 5 500 Arbitrage : U Hla Tint | Spectateurs : 5 500 Arbitrage : U Hla Tint |
| 20:00 UTC+8     | Rapport                                                                               |         |      | Spectateurs : 5 500 Arbitrage : U Hla Tint | Spectateurs : 5 500 Arbitrage : U Hla Tint |

| 17 janvier 2007 | Viêt Nam                                               | 9 – 0   | Laos | Stade Jalan Besar, Singapour |                     |
| 20:00 UTC+8     | Lê 1re 28e 58e · Phan 29e 73e 81e 84e · Nguyễn 45e 90e | (4 - 0) |      | Spectateurs : 1 000          | Spectateurs : 1 000 |
| 20:00 UTC+8     | Rapport                                                |         |      | Spectateurs : 1 000          | Spectateurs : 1 000 |

| 17 janvier 2007 | Singapour           | 2 – 2   | Indonésie                  | Stade national, Singapour                           |                                                     |
| 20:00 UTC+8     | Shah 10e · Daud 52e | (1 - 1) | 27e Jayakesuma · 56e Arief | Spectateurs : 14 000 Arbitrage : Chanwalit Sananwai | Spectateurs : 14 000 Arbitrage : Chanwalit Sananwai |
| 20:00 UTC+8     | Rapport             |         |                            | Spectateurs : 14 000 Arbitrage : Chanwalit Sananwai | Spectateurs : 14 000 Arbitrage : Chanwalit Sananwai |

### Phase à élimination directe
|  | Demi-finales          | Demi-finales          | Demi-finales          | Demi-finales          |           |           | Finale                       | Finale                       | Finale                       | Finale                       |
|  |                       |                       |                       |                       |           |           |                              |                              |                              |                              |
|  | 24 et 28 janvier 2007 | 24 et 28 janvier 2007 | 24 et 28 janvier 2007 | 24 et 28 janvier 2007 |           |           | 31 janvier et 4 février 2007 | 31 janvier et 4 février 2007 | 31 janvier et 4 février 2007 | 31 janvier et 4 février 2007 |
|  | Thaïlande             | Thaïlande             | 2                     | 0                     |           |           | 31 janvier et 4 février 2007 | 31 janvier et 4 février 2007 | 31 janvier et 4 février 2007 | 31 janvier et 4 février 2007 |
|  | Thaïlande             | Thaïlande             | 2                     | 0                     |           |           | 31 janvier et 4 février 2007 | 31 janvier et 4 février 2007 | 31 janvier et 4 février 2007 | 31 janvier et 4 février 2007 |
|  | Viêt Nam              | Viêt Nam              | 0                     | 0                     |           |           | 31 janvier et 4 février 2007 | 31 janvier et 4 février 2007 | 31 janvier et 4 février 2007 | 31 janvier et 4 février 2007 |
|  | Viêt Nam              | Viêt Nam              | 0                     | 0                     | Thaïlande | Thaïlande | 1                            | 1                            |                              |                              |
|  | 23 et 27 janvier 2007 |                       |                       |                       | Thaïlande | Thaïlande | 1                            | 1                            |                              |                              |
|  |                       |                       | Singapour             | Singapour             | 2         | 1         |                              |                              |                              |                              |
|  | Singapour             | Singapour             | Singapour             | Singapour             | 2         | 1         | 1                            | 1 (4)                        |                              |                              |
|  | Singapour             | Singapour             |                       |                       |           |           |                              | 1 (4)                        |                              |                              |
|  | Malaisie              | Malaisie              | 1                     | 1 (2)                 |           |           |                              |                              |                              |                              |
|  | Malaisie              | Malaisie              | 1                     | 1 (2)                 |           |           |                              |                              |                              |                              |

#### Demi-finales
| 23 janvier 2007 | Malaisie  | 1 – 1   | Singapour | Stade Shah Alam, Shah Alam                 |                                            |
| 20:00 UTC+8     | Hardi 57e | (0 - 0) | 73e Shah  | Spectateurs : 40 000 Arbitrage : Wan Daxue | Spectateurs : 40 000 Arbitrage : Wan Daxue |
| 20:00 UTC+8     | Rapport   |         |           | Spectateurs : 40 000 Arbitrage : Wan Daxue | Spectateurs : 40 000 Arbitrage : Wan Daxue |

| 24 janvier 2007 | Viêt Nam | 0 – 2   | Thaïlande                    | Stade national My Dinh, Hanoï                     |                                                   |
| 19:00 UTC+7     |          | (0 - 1) | 28e Thonglao · 81e Thonkanya | Spectateurs : 40 000 Arbitrage : Jimmy Napitupulu | Spectateurs : 40 000 Arbitrage : Jimmy Napitupulu |
| 19:00 UTC+7     | Rapport  |         |                              | Spectateurs : 40 000 Arbitrage : Jimmy Napitupulu | Spectateurs : 40 000 Arbitrage : Jimmy Napitupulu |

| 27 janvier 2007 | Singapour                                | 1 – 1             | Malaisie                                 | Stade national, Singapour                       |                                                 |
| 20:00 UTC+8     | Ridhuan 74e                              | (0 - 0)           | 57e Helmi                                | Spectateurs : 55 000 Arbitrage : Cheung Yim Yau | Spectateurs : 55 000 Arbitrage : Cheung Yim Yau |
| 20:00 UTC+8     | Rapport                                  |                   |                                          | Spectateurs : 55 000 Arbitrage : Cheung Yim Yau | Spectateurs : 55 000 Arbitrage : Cheung Yim Yau |
| 20:00 UTC+8     | · Daud · Shah · Mustafić · Nawaz · Jiayi | Tirs au but 5 - 4 | · Hardi · Rezal · Kram · Veeran · Khyril | Spectateurs : 55 000 Arbitrage : Cheung Yim Yau | Spectateurs : 55 000 Arbitrage : Cheung Yim Yau |

| 28 janvier 2007 | Thaïlande | 0 – 0   | Viêt Nam | Stade Suphachalasai, Bangkok                       |                                                    |
| 19:00 UTC+7     |           | (0 - 0) |          | Spectateurs : 20 000 Arbitrage : Suresh Srinivasan | Spectateurs : 20 000 Arbitrage : Suresh Srinivasan |
| 19:00 UTC+7     | Rapport   |         |          | Spectateurs : 20 000 Arbitrage : Suresh Srinivasan | Spectateurs : 20 000 Arbitrage : Suresh Srinivasan |

#### Finale
| 31 janvier 2007 | Singapour               | 2 – 1   | Thaïlande     | Stade national, Singapour                        |                                                  |
| 20:00 UTC+8     | Shah 17e · Mustafić 83e | (1 - 0) | 50e Thonkanya | Spectateurs : 55 000 Arbitrage : C. Ravichandran | Spectateurs : 55 000 Arbitrage : C. Ravichandran |
| 20:00 UTC+8     | Rapport                 |         |               | Spectateurs : 55 000 Arbitrage : C. Ravichandran | Spectateurs : 55 000 Arbitrage : C. Ravichandran |

| 4 février 2007 | Thaïlande     | 1 – 1   | Singapour | Stade Suphachalasai, Bangkok                      |                                                   |
| 19:00 UTC+7    | Thonkanya 49e | (0 - 0) | 81e Amri  | Spectateurs : 20 000 Arbitrage : Jimmy Napitupulu | Spectateurs : 20 000 Arbitrage : Jimmy Napitupulu |
| 19:00 UTC+7    | Rapport       |         |           | Spectateurs : 20 000 Arbitrage : Jimmy Napitupulu | Spectateurs : 20 000 Arbitrage : Jimmy Napitupulu |

| Vainqueur du Championnat de l'ASEAN 2007: Singapour Troisième titre |

## Classement des buteurs
10 buts
- Noh Alam Shah

4 buts
- Pipat Thonkanya
- Phan Thanh Bình

3 buts
- Sarayoot Chaikamdee
- Lê Công Vinh